# Cabo zouk
 (mai 2013).
Si vous disposez d'ouvrages ou d'articles de référence ou si vous connaissez des sites web de qualité traitant du thème abordé ici, merci de compléter l'article en donnant les références utiles à sa vérifiabilité et en les liant à la section « Notes et références ».
Comme le kuduro et la kizomba d’Angola, le cabo-zouk, crée par Djoy Delgado appelé aussi cabo-love ou cap-zouk est la version capverdienne du zouk, un style qui anime les pistes de danse des boîtes du Cap-Vert et de la diaspora capverdienne : Rhode Island aux États-Unis, Rotterdam aux Pays-Bas et Lisbonne. S’illustrent dans cette musique festive des artistes comme Gil Semedo, To Semedo, Suzanna Lubrano, Beto Dias, Djédjé, Roger, Mika Mendes et Celestino Jocel. Le premier chanteur de Cabo love fut Gil Semedo avec son frère Vado et Pato un grand artiste.

## Sources
- Le Cabo-zouk